# (15942) 1997 YZ16
1997 واي زد 16 (ويعرف أيضًا باسم (15942) 1997 واي زد 16 وفق تسمية الكوكب الصغير) (بالإنجليزية: 1997 YZ16)‏ هو كويكب ضمن حزام الكويكبات؛ وترتيبه 15942 من حيث الاكتشاف.
اكتُشف هذا الجُرم الفلكي بواسطة هيروشي كانيدا في 23 ديسمبر 1997.

## وصلات خارجية
- (15942) 1997 YZ16 في قاعدة بيانات مختبر الدفع النفاث لأجرام النظام الشمسي الصغيرة

- الاكتشاف · مخطط المدار ·  العناصر المدارية · المعلمات المادية

- (15942) 1997 YZ16 على موقع ويكي سكاي: DSS2, SDSS, GALEX, IRAS, Hydrogen α, X-Ray, Astrophoto, Sky Map, Articles and images